# Cameraria magnisignata
Cameraria magnisignata là một loài bướm đêm thuộc họ Gracillariidae. Nó được tìm thấy ở Ấn Độ (Delhi).
Sải cánh dài 5.5-6.4 mm.
Ấu trùng ăn Pongamia species, bao gồm Pongamia pinnata. Chúng ăn lá nơi chúng làm tổ.